# Manuel de Vuzi da Nóbrega
Manuel de Vuzi da Nóbrega (?-1715) foi o manicongo (rei) do Reino do Congo em Ambamba-Lovata de 1678 e 1715. 

## Biografia
Manuel de Vuzi da Nóbrega foi filho de Dona Suzana da Nóbrega e irmão de Daniel, morto em 1678 durante o saque de São Salvador pelas tropas de Pedro III. Manuel refugiou-se na então província de Lovata, sul de Soyo, cujo conde era protetor tradicional dos Quimpanzo.  A destruição da capital mergulha o Reino do Congo em uma guerra civil ainda mais dura e devastadora, findada apenas vinte anos depois com João II e Pedro IV. Durante este tempo Manuel sucede seu irmão Daniel como governante de Ambamba-Lovata, controlado pela Casa de Quimpanzo. 
Devido a sua ascendência real e a grande autoridade moral e política da rainha Ana Afonso de Leão, Manuel participa ativamente das negociações entre as facções de poder que visavam reunificar o reino e por fim a guerra. O apoio de Ana Afonso vai para João II, governante de Lemba-Bula, mas devido a recusa do nobre de obedecer certas clausulas, como a de restaurar São Salvador como capital, o apoio de Ana passa para Pedro IV com influência do padre capuchinho Francesco de Paiva.  Graças a influência da rainha, os principais líderes das facções de poder apoiam Pedro Afonso de Água Rosada. 
Durante a coroação de Pedro IV em 1702 ocorre um novo ataque, desta vez de João II de Lemba, que interrompe a cerimônia e faz Pedro e seus aliados e seguidores fugirem para Quibango, dando continuidade a guerra. Manuel toma partido de João II de Lemba e lidera um exercito contra Pedro Vale das Lagrimas, duque de Umbamba. Apesar não ter o derrotado, Manuel se autoproclama como duque de Umbamba e constrói uma nova capital chamada Quindezi na região. A rainha Ana Afonso, a pedido do sobrinho, reúne um exercito de 20 mil soldados com seu sobrinho Daniel, duque de Umpemba, o rei-eleito Pedro IV Afonso e  António III Bareto da Silva, conde de Soyo. O status quo foi finalmente negociado pela rainha e pelo conde de Soyo, fazendo com que Pedro IV fosse coroado em 1706. Manuel de Vuzi manteve alguma de suas reivindicações e conquistas e aproximou-se do movimento antonianista. 
Em 1714, Pedro Vale das Lagrimas iniciou uma campanha devastadora contra seu antigo amigo e agora rival, que foi espancado e decapitado no ano seguinte. Umbamba é dividida em duas partes; Grande Umbamba que permaneceram leais aos sucessores de Ana Afonso que governam Incondo e Ambamba-Lovata que permanece no coração do poder dos Quimpanzo e que reconhece os descendentes de Suzana de Nóbrega. 